# إبراهيم حمد القاضي
إبراهيم حمد القاضي (1925- 2020) فنان ومخرج مسرحي سعودي، من مواليد الهند، لُقب بـ«أبو المسرح الهندي»؛ نظير اسهاماته الرائدة في التراث الفني الهندي، وهو أحد أهم رواد المسرح في الهند، ومؤسس الفنون والإنتاج المسرحي، كتب أبحاث أكاديمية انعكست بنتائج عملية ايجابية على التصميم والإخراج المسرحي. وقد ألف وأخرج نحو 50 عملًا مسرحيًا، ودرّب كبار المخرجين والممثلين في الهند، وعام 1991 حصل على أعلى جائزة وطنية على مستوى الهند وهي جائزة بادما بوشن. كرمه وزير الثقافة السعودي الأمير بدر بن فرحان في مايو 2019 أثناء زيارته للقاضي في نيودلهي، وأعلن عن تأسيس «كرسي إبراهيم القاضي» تقديرًا لنشاطه الثقافي الرائد، وتعزيزًا للمشهد الثقافي السعودي.

## حياته
ولد إبراهيم القاضي عام 1925، في مدينة بوني في الهند لأب سعودي من تجار محافظة عنيزة في القصيم، إذ كان يقيم والده هناك، فنشأ إبراهيم في بوني وأتم تعليمه ضمن بيئة دينية منفتحة على محيط غير إسلامي، وبرز اهتمامه بالمسرح في عمر التاسعة، إذ شارك في طفولته في المسرحيات السنوية المدرسية، ثم انتقل إلى بومبي ليكمل تعليمه الجامعي في كلية «سينت خافيير»، ومنها إلى لندن حيث التحق بالأكاديمية الملكية لفنون الدراما، وكان يعمل لفترة من حياته معلمًا لفن الدراما، وفي الهند أسس وأدار المدرسة الوطنية للدراما، ولاحقًا افتتح مؤسسة القاضي للفنون في نيودلهي وهي مؤسسة معنية بدراسة تاريخ الثقافة الهندية والحفاظ على تراثها.